# 日村巴士!
日村巴士！（日语： Himubasu!）是由日本搞笑團體香蕉人的成員日村勇紀所冠名的綜藝節目，從2021年11月3日开始在NHK不定期播出。

## 概要
由日村勇紀開著巴士以「接送」的方式與當地人互動。日村巴士的車身是由漫畫家浦澤直樹所設計，另外更是邀請前乃木坂46的成員白石麻衣來擔任旁白。
日村以前就希望自己能開著巴士載著親朋好友出遊，在2019年時，日村考到了中型巴士的駕照。